# BZS1422
BZS1422（ベリーズステーションいちよんにーにー） は、2012年7月8日から2015年3月1日までアール・エフ・ラジオ日本で放送されていたラジオ番組。パーソナリティーはBerryz工房の徳永千奈美・熊井友理奈。

## 概要
- 徳永千奈美がキャスターに、熊井友理奈がレギュラーコメンテーターに扮し、「BZS1422」という架空の放送局[2] から送るラジオ番組。
- Berryz工房としては同局初のレギュラー番組。ハロー!プロジェクトとしては『中島早貴のキュートな時間』、『モーニング娘。のモーニング女学院〜放課後ミーティング〜』に続く3つ目のレギュラー番組。
- 過去のオンエア分に放送後記を含めたものが音声配信サービスのらじこんで配信されている。
- 番組放送中に、スタッフがTwitterで情報発信を行なっている。
- Berryz工房が2015年3月3日に活動を休止（実質解散）するのに合わせ、番組も同年3月1日で終了し2年9ヶ月の放送に幕を閉じた。

## パーソナリティー
- Berryz工房
  - 徳永千奈美
  - 熊井友理奈

## 放送時間
- 2012年7月8日 - 2012年9月30日 毎週日曜日25時00分 - 25時30分
- 2012年10月7日- 2015年3月1日 毎週日曜日24時30分 - 25時00分

## コーナー
バンキシャ！千奈美のお得ダネ
キャスター徳永千奈美がBerryz工房メンバーのプライベート情報を紹介するコーナー。
抹茶の王国
「宇治茶♥大使」で無類の抹茶好きの熊井友理奈が抹茶の魅力をお届けするコーナー。
モヤモヤとっくま
パーソナリティー二人の疑問やリスナーからの疑問をリスナーに解決してもらうコーナー。
2013年5月19日の放送では「傘を振って傘に付いた滴を落とす『傘ふり場』は誰が作ったのか」という熊井の疑問を解決するため、二人がその開発者に直接電話をし取材をした。
友理奈・熊井のくまらない話
熊井友理奈がトーク力を磨くためにフリートークをするコーナー。面白ければくまらない話、つまらなければくまった話に認定される。
徳永千奈美のスタッフにもの申す！
らじこん版のみのコーナー。徳永千奈美が収録中に気づいたことをスタッフに報告する。
とっくま大陸
徳永千奈美・熊井友理奈が、様々な分野で活躍する今会いたい人をゲストに迎えその魅力に迫る！というコーナー。
「開封式、始めました！」
開催中のハロープロジェクトのライブやツアーで販売されているポスターや生写真等を、番組内でパーソナリティーの二人が開封するコーナー。
「緊急意識調査！ファンに聞きました！」
2012年9月2日第9回放送で行われた特別企画。2012年夏のハロコンの会場近くで番組スタッフがファンにインタビューをし、番組内でその実際の音声を聴くコーナー。この放送の後にも数回行われた。

## ゲスト
- 第3回（2012年7月22日） - 須藤茉麻
- 第5回（2012年8月5日） - 須藤茉麻、夏焼雅、菅谷梨沙子（公開収録）
- 第8回（2012年8月26日） - 清水佐紀
- 第16回（2012年10月21日） - 嗣永桃子
- 第24回・第25回（2012年12月16日・12月23日） - 菅谷梨沙子
- 第26回・第27回（2012年12月30日・2013年1月6日） - Berryz工房（公開収録）
- 第35回・第36回（2013年3月10日・3月17日） - 清水佐紀
- 第41回・第42回（2013年4月21日・4月28日） - 須藤茉麻、夏焼雅
- 第48回（2013年6月9日） - 美優
- 第49回・第50回（2013年6月16日・6月23日） - 須藤茉麻、菅谷梨沙子
- 第52回・第53回（2013年7月7日・7月14日） - 清水佐紀、嗣永桃子（公開収録)
- 第61回（2013年9月15日） - 高木紗友希、宮本佳林、植村あかり
- 第62回（2013年9月22日） - 宮崎由加、金澤朋子
- 第66回・第67回（2013年10月20日・10月27日） - 宮崎由加
- 第73回・第74回（2013年12月8日・12月15日） - 須藤茉麻
- 第81回（2014年2月2日） - 夏焼雅（公開収録）
- 第84回（2014年2月23日） - 道端カレン
- 第90回（2014年4月6日） - 田﨑あさひ、長谷川萌美
- 第92回・第93回（2014年4月20日・4月27日） - 和田彩花、竹内朱莉
- 第100回（2014年6月15日） - 清水佐紀
- 第108回・第109回（2014年8月10日・8月17日） - 福田花音
- 第110回・第111回（2014年8月24日・8月31日） - 須藤茉麻
- 第119回（2014年10月26日） - 島田秀平
- 第125回・第126回（2014年12月7日・12月14日） - 須藤茉麻
- 第136回・第137回（2015年2月22日・3月1日） - Berryz工房

## エピソード
- 第2回目で熊井が遅刻し、また第7回目では徳永が遅刻し、番組冒頭をそれぞれ一人で進行した。
- スタジオ外の収録が多く、公開収録を頻繁に行ったり、熊井が出演する舞台に徳永がレポーターとして潜入し共演者にインタビューなどを行なっている。
- 2013年1月6日からスマイレージ2期メンバーがパーソナリティーを務める、『SS1422（スマイレージステーション1422)』が後番組として放送されている。(2015年よりグループ名改名に伴い、番組名をAS1422（アンジュルムステーション1422）と変更して放送されている)
- 2013年9月1日には『BZSS（ベリーズスマイレージステーション）1422』として後番組と合わさった放送回数分には含まれない拡大番組として放送された。
- 2015年3月1日の最終回特番～いつかまたやりましょうねスッペシャル！～では後番組をお休みし、前半はゲストトーク、後半は通常トークの1時間番組として放送された。